# 톡식 어벤저 2
톡식 어벤저 2(The Toxic Avenger Part II)는 미국에서 제작된 로이드 카우프만 감독의 1989년 액션, 모험, 코미디, 공포, SF 영화이다. 론 파지오 등이 주연으로 출연하였고 마이클 허즈 등이 제작에 참여하였다.

## 출연

### 주연
- 론 파지오
- 존 알타무라

### 조연
- 피비 르게르
- 릭 콜린스
- 야스오카 리키야
- 세키네 츠토무
- 카츠라기 마야코
- 제시카 더블린
- 잭 쿠퍼
- 에리카 쉬켈
- 카렌 킹
- 트레이시 맨
- 폴 보르게세
- 조 프레이샤커
- 살 리오니
- 베니 니브즈
- 마이클 제이 화이트
- 댄 스노우
- 앤드류 월크
- 에릭 앨런
- 빌 페리스
- 알렉스 서트하트
- 톰 하팅
- 윌리엄 E. 벤슨
- 키스 알렌
- 필 리보
- 아서 M. 졸리
- 프랭크 크레이머
- 샤롯 카우프먼
- 리스베스 카우프먼
- 릴리 헤이즈 카우프먼
- 패트리시아 카우프먼
- 로나 코트니
- 론 골드버그
- 알렉시스 그레이
- 카이코 카와모토
- 토니 피터스
- 존 라이디
- 레이 세이든
- 릴리 스미스
- 짐 워잇
- 데이빗 글로버
- 데이빗 그린스팬

## 제작진
- 각색: 후미오 후루야
- 각색: 퍼리클레스 레네스
- 각색: 필 리보
- 각색: 앤드류 월크
- 원조: 조 리터
- 협력프로듀서: 제프리 W. 사스
- 미술: 알렉시스 그레이